# Alex Tilley
Alexandra Tilley detta Alex (Torphins, 5 ottobre 1993) è un'ex sciatrice alpina britannica.

## Biografia

### Stagioni 2009-2018
Specialista delle prove tecniche originaria dell'Aberdeenshire e attiva dal dicembre del 2008, Alex Tilley ha esordito in Nor-Am Cup il 29 novembre 2010 a Loveland in slalom speciale, in Coppa Europa il 10 gennaio 2013 a Melchsee-Frutt nella medesima specialità e in Coppa del Mondo il 27 gennaio 2013 a Maribor ancora in slalom speciale, in tutti e tre i casi senza completare la prova. Il 14 dicembre 2014 ha conquistato il primo podio in Nor-Am Cup vincendo lo slalom speciale di Panorama e ai successivi Mondiali di Vail/Beaver Creek 2015, sua prima presenza iridata, è stata 25ª nello slalom gigante e 24ª nello slalom speciale. 
Due anni dopo, ai Mondiali di Sankt Moritz 2017, si è classificata 30ª nello slalom gigante e 25ª nello slalom speciale; il 19 dicembre dello stesso anno ha ottenuto a Courchevel in slalom gigante il miglior risultato in Coppa del Mondo (13ª) e ai successivi XXIII Giochi olimpici invernali di Pyeongchang 2018, sua prima presenza olimpica, si è classificata 5ª nella gara a squadre e non ha completato né lo slalom gigante né lo slalom speciale. 

### Stagioni 2019-2023
Ai Mondiali di Åre 2019 è stata 9ª nella gara a squadre e non ha completato lo slalom gigante; il 5 febbraio 2020 ha conquistato a Georgian Peaks in slalom gigante l'ultima vittoria, nonché ultimo podio, in Nor-Am Cup e ai Mondiali di Cortina d'Ampezzo 2021 si è piazzata 17ª nello slalom gigante, 15ª nel parallelo, 12ª nella gara a squadre e non ha completato il supergigante e lo slalom speciale. Il 23 ottobre 2021 a Sölden in slalom gigante ha bissato il suo miglior risultato in Coppa del Mondo (13ª) ma poco più tardi, all'inizio del mese di novembre, si è fratturata il perone della gamba destra durante un allenamento a Pass Thurn; ai successivi XXIV Giochi olimpici invernali di Pechino 2022, sua ultima presenza olimpica, si è classificata 22ª nello slalom gigante e non ha completato lo slalom speciale. 
Ha preso per l'ultima volta il via in Coppa del Mondo il 27 dicembre 2022 a Semmering in slalom gigante, senza completare la prova, e ai successivi Mondiali di Courchevel/Méribel 2023, suo congedo iridato, non ha completato né lo slalom gigante né lo slalom speciale; si è ritirata al termine di quella stessa stagione 2022-2023 e la sua ultima gara in carriera è stata uno slalom speciale FIS disputato il 15 aprile a Pichl/Reiteralm.

## Palmarès

### Coppa del Mondo
- Miglior piazzamento in classifica generale: 79ª nel 2018 e nel 2020

### Coppa Europa
- Miglior piazzamento in classifica generale: 94ª nel 2018

### Nor-Am Cup
- Miglior piazzamento in classifica generale: 9ª nel 2015
- 7 podi:
  - 5 vittorie
  - 1 secondo posto
  - 1 terzo posto

#### Nor-Am Cup - vittorie
| Data             | Località       | Paese  | Specialità |
| ---------------- | -------------- | ------ | ---------- |
| 14 dicembre 2014 | Panorama       | Canada | SL         |
| 18 dicembre 2014 | Panorama       | Canada | GS         |
| 20 dicembre 2014 | Panorama       | Canada | GS         |
| 7 febbraio 2016  | Mont-Tremblant | Canada | SL         |
| 5 febbraio 2020  | Georgian Peaks | Canada | GS         |

Legenda:

GS = slalom gigante

SL = slalom speciale

### Australia New Zealand Cup
- Miglior piazzamento in classifica generale: 3ª nel 2020
- 6 podi:
  - 2 vittorie
  - 2 secondi posti
  - 2 terzi posti

#### Australia New Zealand Cup - vittorie
| Data              | Località     | Paese         | Specialità |
| ----------------- | ------------ | ------------- | ---------- |
| 1º settembre 2019 | Coronet Peak | Nuova Zelanda | SL         |
| 2 settembre 2019  | Coronet Peak | Nuova Zelanda | SL         |

Legenda:

SL = slalom speciale

### Far East Cup
- Miglior piazzamento in classifica generale: 8ª nel 2016
- 7 podi:
  - 3 vittorie
  - 4 secondi posti

#### Far East Cup - vittorie
| Data            | Località    | Paese         | Specialità |
| --------------- | ----------- | ------------- | ---------- |
| 4 marzo 2016    | Nozawaonsen | Giappone      | GS         |
| 6 marzo 2016    | Shigakōgen  | Giappone      | SL         |
| 17 gennaio 2017 | Yongpyong   | Corea del Sud | GS         |

Legenda:

GS = slalom gigante

SL = slalom speciale

### Campionati britannici
- 14 medaglie[2]:
  - 12 ori (slalom gigante nel 2011; discesa libera, supergigante, slalom gigante, slalom speciale, supercombinata nel 2012; slalom gigante nel 2013; slalom gigante, slalom speciale nel 2015; discesa libera, supergigante nel 2016; slalom gigante nel 2019)
  - 2 argenti (slalom gigante nel 2010; supercombinata nel 2013)